# Androcymbium ciliolatum
Androcymbium ciliolatum är en tidlöseväxtart som beskrevs av Rudolf Schlechter och Kurt Krause. Androcymbium ciliolatum ingår i släktet Androcymbium och familjen tidlöseväxter. Inga underarter finns listade i Catalogue of Life.

## Bildgalleri

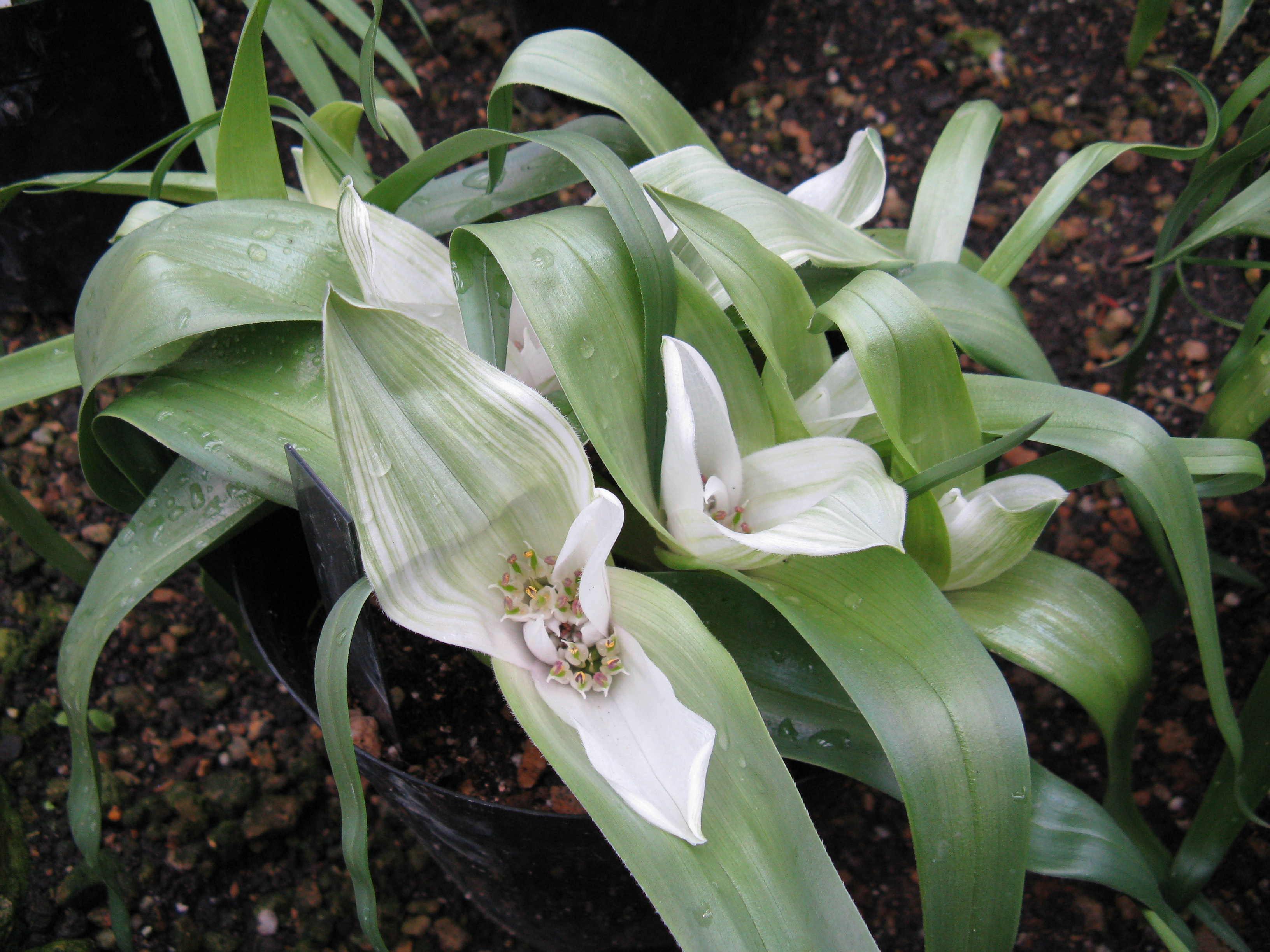
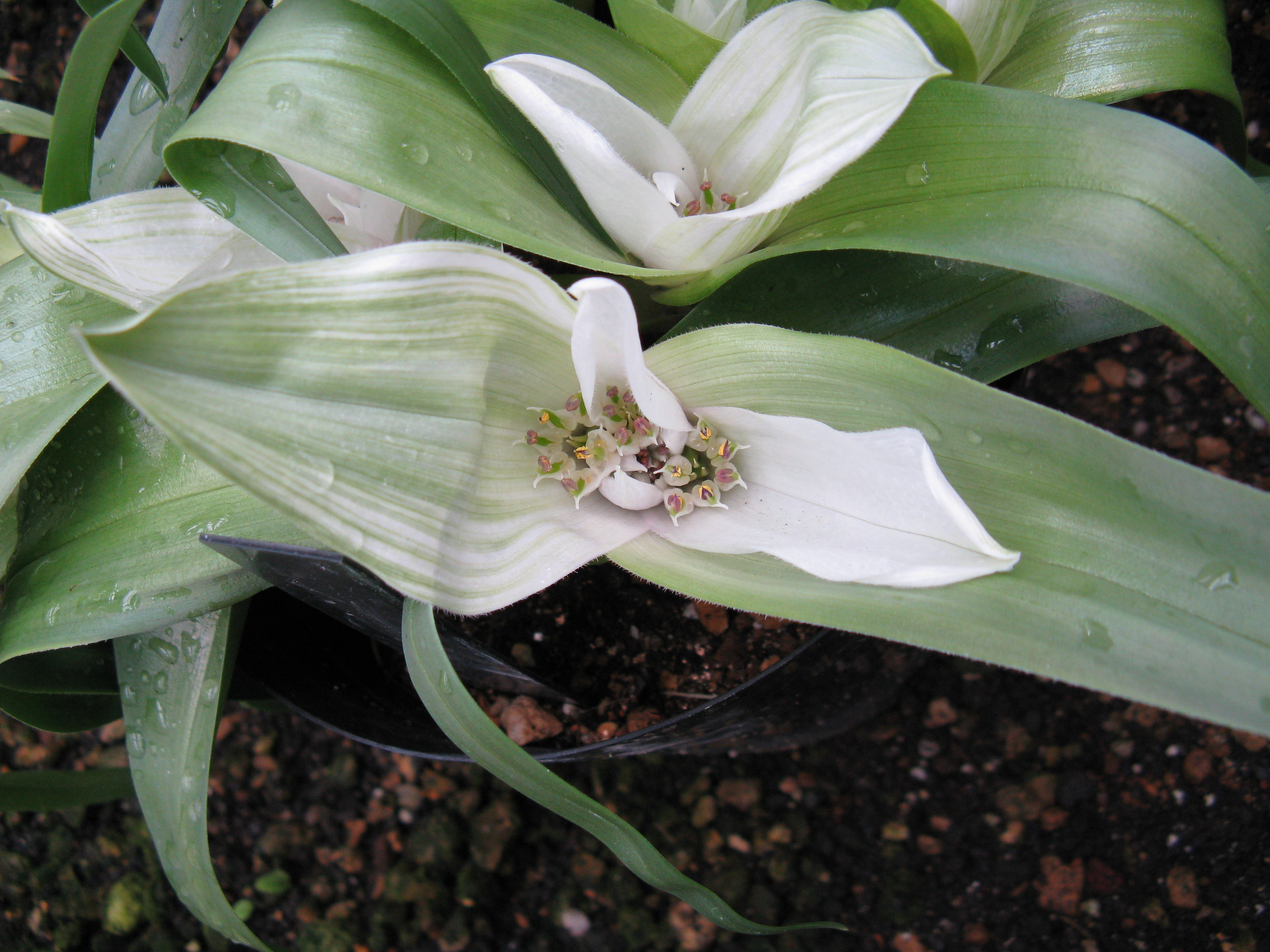